# Plouvorn
Plouvorn (en francès Plouvorn) és un municipi francès, situat a la regió de Bretanya, al departament de Finisterre. L'any 2006 tenia 2.753 habitants. A l'inici del curs 2007 el 6,8% dels alumnes del municipi eren matriculats a la primària bilingüe.

## Demografia
| 1962                                       | 1968  | 1975  | 1982  | 1990  | 1999  |
| ------------------------------------------ | ----- | ----- | ----- | ----- | ----- |
| 2.630                                      | 2.619 | 2.525 | 2.700 | 2.584 | 2.573 |
| Des de 1962: població sense dobles comptes |       |       |       |       |       |

## Administració
| Període | Identitat        | Partit |
| ------- | ---------------- | ------ |
| -2008   | Jacques de Menou |        |
| 2008-   | Jean-Claude Marc |        |